# 英領ゴールド・コースト

ゴールド・コースト植民地
Colony of the Gold Coast (英語)

国歌: God Save the King（英語）
国王陛下万歳
ゴールド・コースト植民地の位置（1913年）

ゴールド・コースト植民地（ゴールド・コーストしょくみんち、英語: Colony of the Gold Coast）は、アフリカ西部ギニア湾周辺に設けられたイギリスの植民地である。黄金海岸と表記されることもある。

## 歴史

### ヨーロッパ人の進出
この地域への最初のヨーロッパ人の到来は1471年のポルトガルであった。彼らは金を産出する諸王国と接触した。1482年にポルトガルは黄金海岸で最初のヨーロッパ勢の拠点となったエルミナ城を建てた。ここで彼らは奴隷、金、ナイフ、ビーズ、鏡、ラム酒、銃などを交易した。このことはすぐにヨーロッパに知れ渡り、イギリス、デンマーク、ドイツ、スウェーデンの交易者が海岸線に砦を築いた。多量の金が採掘されたため、ヨーロッパ人によってこの地域は黄金海岸と称されてきたが、奴隷も長年にわたって主要な交易品であった。

### 英植民地の成立
英領植民地はポルトガル、オランダに代わり1821年に英国政府が海岸付近の土地所有権を手にして設置された。1850年にデンマーク、1872年にはオランダが全ての砦をイギリスに売却した。

### アシャンティ王国の征服

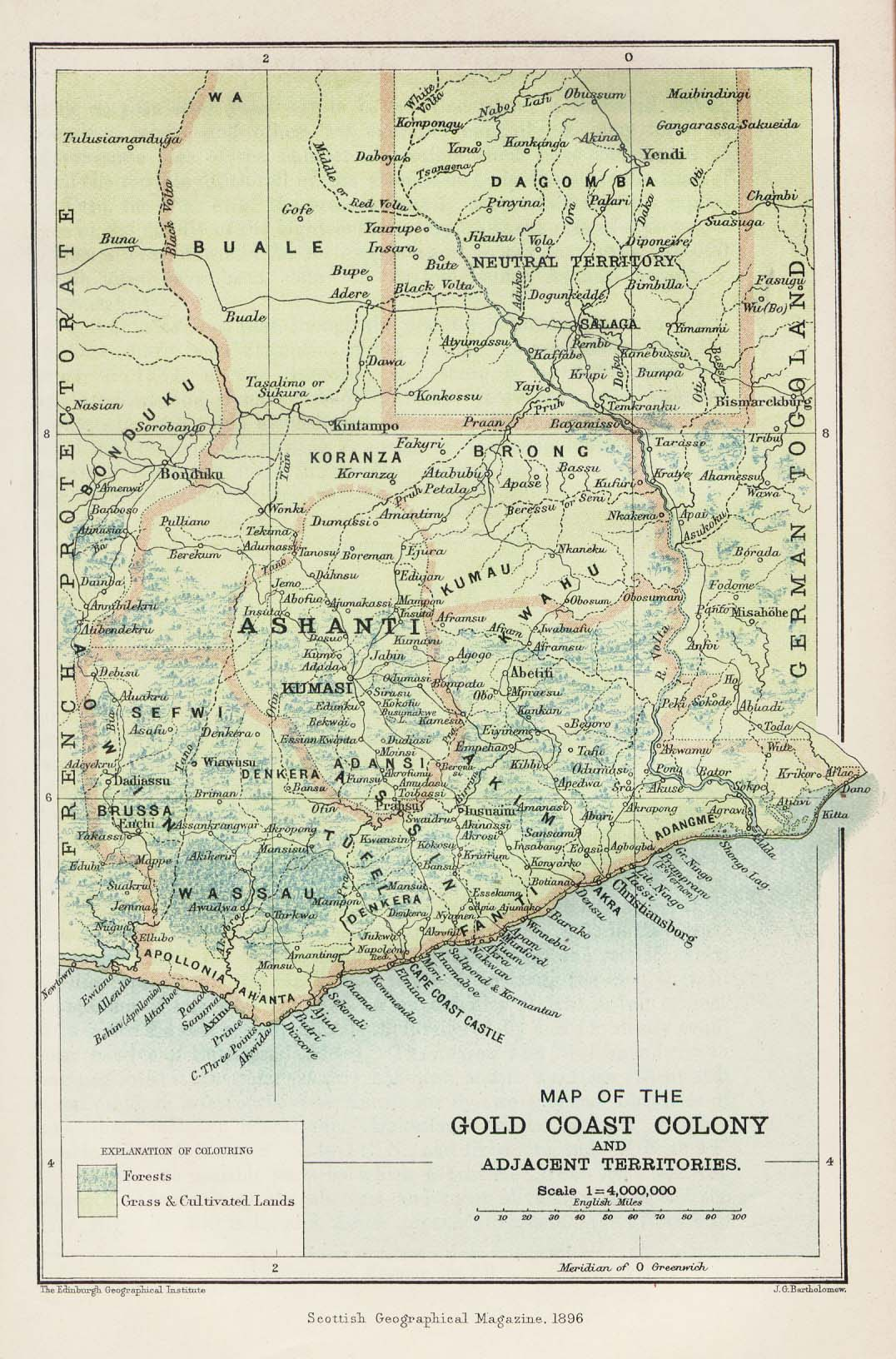
1896年の地図

イギリスは小王国や他のアフリカ人の国家を支配していた内陸部のアシャンティ王国、他のヨーロッパ植民地に侵攻して徐々に支配地を広げた。イギリスにとっての主な課題は、ガーナの大部分を支配するアシャンティ人の平定にあった。第一次英アシャンティ戦争 (1863年 - 1864年) ではアシャンティの首長と奴隷制への意見のくい違いで衝突した。1873年 - 1874年の第二次戦争でイギリスはアシャンティの首都クマシを奪った。1893年 - 1894年の第三次戦争はアシャンティの新たな皇帝が新しい称号を求めたことへ対して行われた。1895年 - 1896年の第四次戦争でアシャンティ帝国は独立を失った。ホジソン総督がアシャンティの玉座を盗もうとしたことへの1900年のアシャンティの反乱などの結果、1902年1月1日にアシャンティはイギリスの保護国とされた。
1901年までに黄金海岸の全域の王国や部族がイギリス領に組込まれ、金や他の金属、ダイヤモンド、象牙、胡椒、木材、トウモロコシ、ココアなどの様々な資源がイギリスにより積出された。イギリスの入植者が整備した鉄道はガーナの鉄道の基盤となった。西洋式の病院や学校も建設された。

### 独立
第二次世界大戦末の1945年までに黄金海岸の住民の自治要求が高まり蜂起を始めた。脱植民地化の波の始まりだった。
1956年までにイギリス領トーゴランド、アシャンティ保護国、ファンテ保護国が併合された。翌1957年にゴールド・コースト植民地は独立し、国名をガーナ共和国と定めた。